# Riverton (Wyoming)
Riverton (arapaho: Hóóxonó'oo) és una població dels Estats Units a l'estat de Wyoming. Segons el cens del 2000 tenia 9.310 habitants.

## Demografia
Segons el cens del 2000, Riverton tenia 9.311 habitants, 3.816 habitatges, i 2.407 famílies. La densitat de població era de 367,5 habitants/km².
Dels 3.816 habitatges en un 29,7% hi vivien nens de menys de 18 anys, en un 48,2% hi vivien parelles casades, en un 10,4% dones solteres, i en un 36,9% no eren unitats familiars. En el 31,6% dels habitatges hi vivien persones soles el 14,3% de les quals corresponia a persones de 65 anys o més que vivien soles. El nombre mitjà de persones vivint en cada habitatge era de 2,33 i el nombre mitjà de persones que vivien en cada família era de 2,93.
Per edats la població es repartia de la següent manera: un 24,2% tenia menys de 18 anys, un 10,4% entre 18 i 24, un 26% entre 25 i 44, un 23% de 45 a 60 i un 16,4% 65 anys o més.
L'edat mediana era de 38 anys. Per cada 100 dones de 18 o més anys hi havia 92,6 homes.
La renda mediana per habitatge era de 31.531 $ i la renda mediana per família de 37.079 $. Els homes tenien una renda mediana de 31.685 $ mentre que les dones 19.157 $. La renda per capita de la població era de 16.720 $. Entorn de l'11% de les famílies i el 15,7% de la població estaven per davall del llindar de pobresa.

## Poblacions més properes
El següent diagrama mostra les poblacions més properes.